# Marolia nigroguttata
Marolia nigroguttata is een keversoort uit de familie zwamspartelkevers (Melandryidae). De wetenschappelijke naam van de soort werd in 1899 gepubliceerd door Léon Marc Herminie Fairmaire.